# 文廷杰
文廷杰（？—？），四川漢州人。清朝官員。
文廷杰於清仁宗嘉慶二十二年（1817年）中式丁丑科三甲進士，宣宗道光三年（1823年）擔任廣東新會縣知縣，任內創建禮樂書院。後曾任安徽懷寧縣、宿松縣等縣知縣，升任六安直隸州知州，被撤職。